# Ренар, Шарль
Шарль Ренар (фр. Louis-Marie-Joseph-Charles-Clément Renard, 23 ноября 1847, Дамблен, Вогезы (департамент) — 13 апреля 1905, Мёдон) — французский воздухоплаватель, один из главных родоначальников дирижаблестроения. Также известен как изобретатель рядов предпочтительных чисел в технике.

## Биография
Сын судьи, он успешно сдал вступительные экзамены в Политехнической школе в 1866 году, после окончания которой попал в военный инженерный корпус.
С 1871 года член комиссии военного министерства по воздухоплаванию. Здесь он посвятил свою жизнь воздухоплаванию и авиации и дослужился до звания полковника и занимал должность директора важного военного исследовательского учреждения.
В 1877 году он основал Центральный институт военного воздухоплавания Шале-Мёдон, который впоследствии стал первой в мире лабораторией испытания самолетов. В 1879 году он добился строительства ангара («Ангар Y»; фр. «Hangar Y»), необходимого для оснащения и хранения воздушных шаров и дирижаблей.
На созданном Ренаром экспериментальном оборудовании исследовалось аэродинамическое сопротивление дирижаблей в зависимости от скорости обтекания и формы корпуса. На основе этих исследований Ренар разработал теорию статической устойчивости дирижабля в полёте.
В 1884 году за счет финансирования военного министерства Шарль Ренар вместе с Артюром Кребсом (фр. Arthur Constantin Krebs) разработал и построил дирижабль «Франция» с электродвигателем конструкции З. Грамма мощностью 6,6 кВт и аккумуляторной батареей, по длине больше чем первый дирижабль А. Жиффара, который использовал паровой двигатель мощностью 2,2 кВт. Двигатель приводил в движение четырёхлопастной воздушный винт диаметром 7,01 м. Длина дирижабля составила 52 м, объём — 1900 м³. Общая масса силовой установки 0,6 т, масса дирижабля 2 т. 9 августа 1884 года в безветренную погоду дирижабль совершил полёт с длиной трассы около 7,6 км с возвращением на место старта за 23 мин.
В 1884—1885 годах было выполнено ещё 6 полётов.
На основе опыта полётов дирижабля «Франция» Ренар определил необходимую площадь оперения дирижабля. Он первым разработал методику оценки собственной скорости дирижабля с учётом скорости ветра, создал конструкции привязных аэростатов наблюдения, применявшихся во французской армии. Насколько было важным воздухоплавание для военных целей, доказывает то обстоятельство, что французы обеспечили отрядом воздухоплавателей в 1884 году свои войска, отправленные в Тонкинскую экспедицию во время франко-китайской войны.
Подавленный отказом французского правительства в финансировании его экспериментов и отказом в принятии его кандидатуры в члены Французской академии наук, он покончил жизнь самоубийством в апреле 1905 года.

## Публикации
- Société de secours des amis des sciences. Conférence sur la navigation aérienne, faite par M. commandant Ch. Renard, dans la séance publique annuelle du 8 avril 1886 (1886) (фр.)
- Charles Renard Les Piles légères (piles chlorochromiques) du ballon dirigeable La France Paris: G. Masson 1890. — 35 p. (фр.)
- Notice sur les travaux scientifiques de M. Ch. Renard (1904) (фр.)